# أنطونيو رومانو (موسيقي)
أنطونيو رومانو (بالإسبانية: Antonio Romano)‏ هو موسيقي وعازف قيثارة أرجنتيني، ولد في 6 أغسطس 1962 في كاسيروس في الأرجنتين.

## وصلات خارجية
- أنطونيو رومانو على موقع ميوزك برينز (الإنجليزية)
- أنطونيو رومانو على موقع ديسكوغز (الإنجليزية)